# St. Jakob, Straßburg
St. Jakob je naselje v Občini Straßburg v Okraju Šentvid ob Glini na Koroškem v Avstriji.